# 罗劳

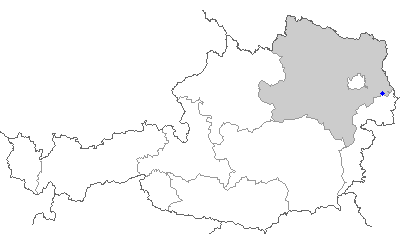
罗劳的具体位置

罗劳（德语：Marktgemeinde Rohrau）是一个位于奥地利下奥地利州的村庄。在德语中，“罗”（Rohr）意为“芦苇”，而“劳”（Au）则是“河岸林”的意思，它告诉了我们此村庄的位置：该村南部有一个河岸林和覆盖着芦苇的沼泽。罗劳位于下奥地利州的“工业区”（Industrieviertel）和心脏地带，其8.66%的土地是森林，另外的土地用作农耕。罗劳拥有一个幼儿园和一个小学（Volksschule），是著名作曲家约瑟夫·海顿的出生地。该村的人口为1455人（2001年数据），在其政府所在地的前面矗立着世界第一座和最老的海顿纪念碑。

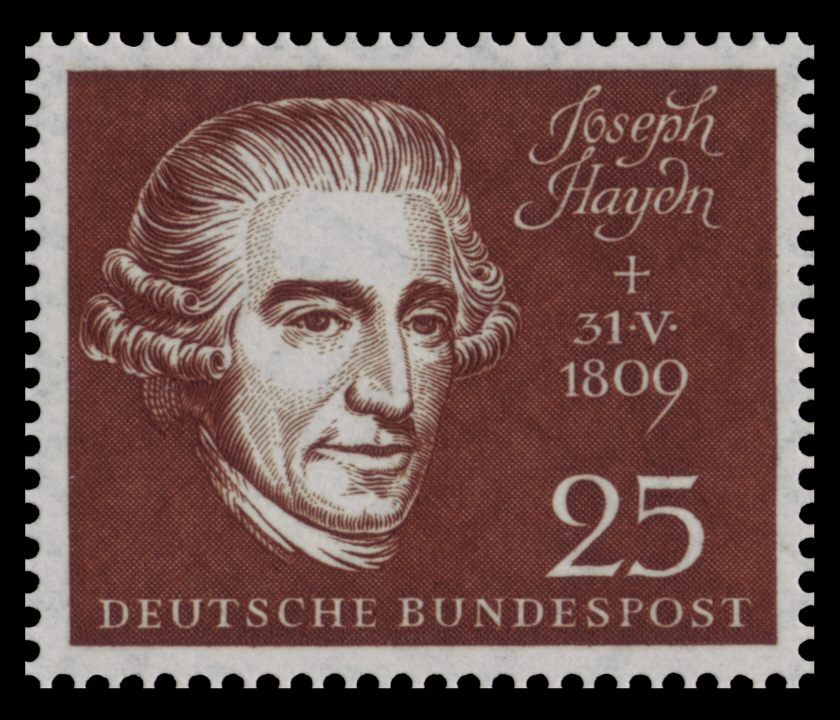
海顿纪念邮票